# Novack
Novack is een Nederlandse voormalige band met leden uit Utrecht en Amsterdam. De band was een voortzetting van wat ooit Vladimir was. 

## Geschiedenis
Novack begon als duo maar groeide uit tot een zeskoppige band.
In december 2009 werd Novack met het nummer "Focus on Details" door 3voor12 uitverkozen tot 'Hollandse Nieuwe', een halfjaar later volgde een succesvolle deelname aan het Unsigned project van Muziek Centrum Nederland. Eind 2010 won de groep de 3voor12/Utrecht Award in de categorie 'meest veelbelovende artiest'.
Novack debuteerde in 2011 met Sequences & Stills. De band deelde het podium met onder andere Moss, Tame Impala en Alamo Race Track en speelde live in De Wereld Draait Door en Club 3voor12 in de Desmet Studio's in Amsterdam. In april 2014 kwam de opvolger van Sequences & Stills uit, getiteld Arrivals. Had de Volkskrant het in 2011 nog over 'een spaarzame trompet' en sprak Kicking the Habit van een 'dromerige plaat', op Arrivals is er geregeld sprake van over elkaar heen buitelende trombonesolo's en trompetpartijen.

## Leden
Novack bestond uit zes bandleden, te weten:
- Alexander van der Linden - Gitaar en zang
- Wubbo Siegers - Drums en gitaar
- Chris Siegers - Bas
- Mitchel Tan - Gitaar
- Andreas Willemse - Toetsen, viool en zang
- Coen Hamelink - Trompet (vanaf 2014)

### Eerdere leden
- Jan Dekker - Trompet (2008-2013)

## Discografie

### Albums
- Arrivals (V2 Records, april 2014)
- Sequences & Stills (V2 Records, januari 2011)

### Singles
- By Surprise (24 maart 2014)
- Focus on Details, met twee extra nummers: "Home" en "Moments" (september 2011)
- The Lost and Found (maart 2011)

### Verzamelaars
- "Sober Times" op de cd Sixpack: What's in a Song?[2] - 10de editie Unsigned project van Muziek Centrum Nederland (mei 2010)
- "The Lost and Found" op de cd Sixpack: What's in a Song? - 10de editie Unsigned project van Muziek Centrum Nederland (mei 2010)
- "Focus on Details" op Hollandse Nieuwe-cd[3] - VPRO 3voor12 (december 2009)
- "Gypsy Woman (She's Homeless)" - Guilty Pleasures,[4] origineel van Crystal Waters (juni 2009)

### Remixes
- The Lost and Found - Jesus and the Christians - Remixing Water into Wine (mei 2011)